# Polad Həşimov
Polad İsrayıl oğlu Həşimov (* 2. Januar 1975 in Sumqayıt; † 14. Juli 2020 in Ağdam, Rayon Tovuz) war ein Generalmajor der aserbaidschanischen Armee. Er wurde während der Kämpfe in Richtung Tovuz im Juli 2020 getötet.

## Leben
Polad Həşimov stammte ursprünglich aus dem Dorf Vəndam in der Region Gəbələ. Er erhielt seine Sekundarschulausbildung in Sumqayıt. Polad Həşimov absolvierte die nach Heydər Əliyev benannte höhere Militärschule. Er war verheiratet und hatte zwei Söhne und eine Tochter.

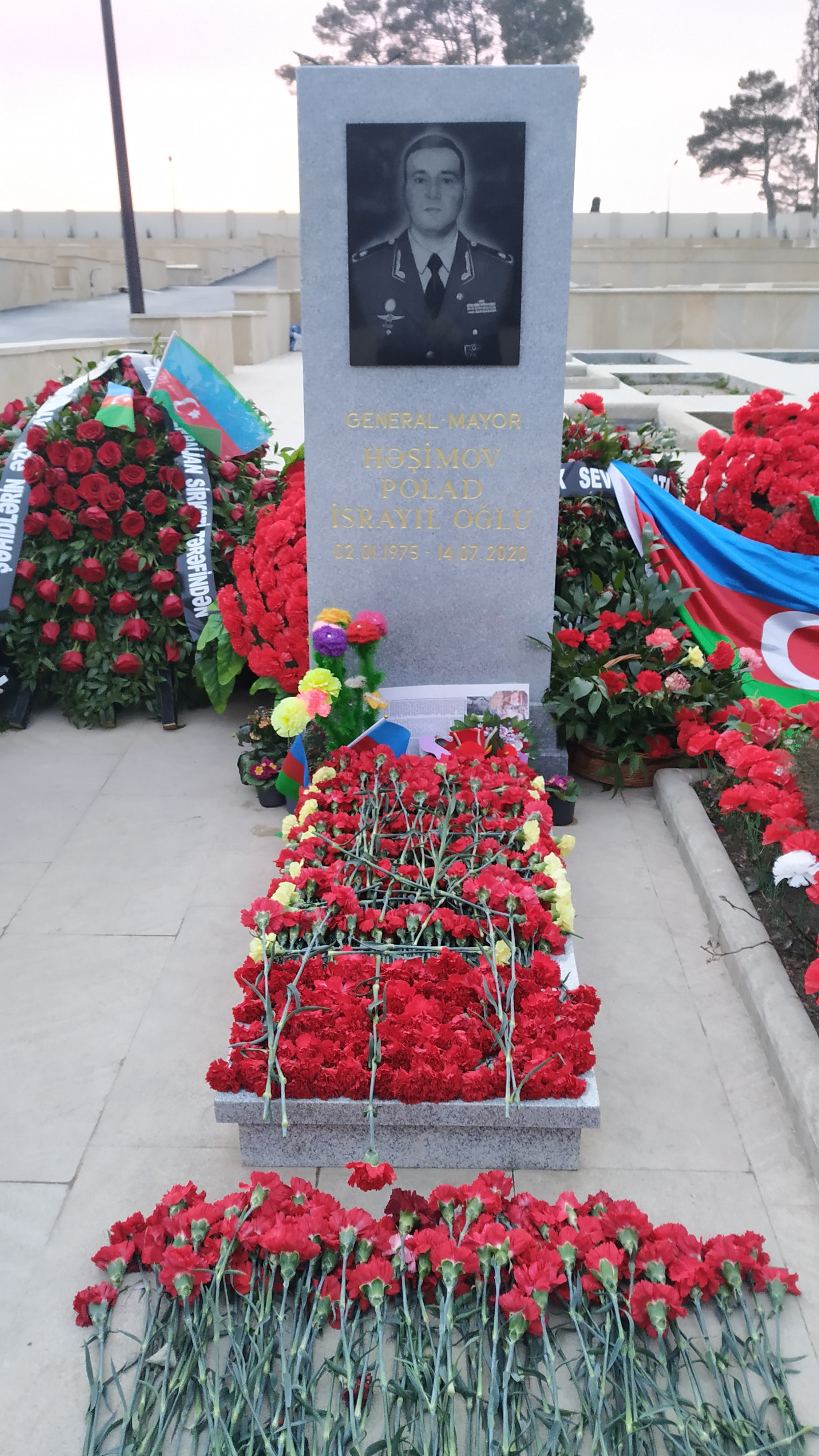
Das Grab von Həşimov in der Zweiten Ehrenallee in Baku.

Polad Həşimov wurde 2003 vom Orden von Präsident Heydər Əliyev als Major, mit der Medaille für den Militärdienst ausgezeichnet. Sechs Jahre später, im Jahr 2009, wurde ihm auf Befehl von Präsident Ilham Əliyev als Oberstleutnant die Medaille "Für das Vaterland" verliehen.
Polad Həşimov, der am 25. Juni 2014 mit dem Verdienstorden des Vaterlandes III ausgezeichnet wurde, wurde nach den Kämpfen im April 2016 mit dem Verdienstorden des Vaterlandes II ausgezeichnet. Həşimov war der Stabschef des 1. Armeekorps, der während der Kämpfe entlang der Front am 2. und 4. April 2016 für die Talış-Siedlung kämpfte, während der Schlacht verwundet wurde.
Am 25. Juni 2019 wurde Polad Həşimov der höchste militärische Rang eines Generalmajors verliehen, später wurde er zum Stabschef des 3. Armeekorps der aserbaidschanischen Streitkräfte ernannt.

## Militärischer Werdegang

### Erster Berg-Karabach-Krieg
Während des Ersten Berg-Karabach-Krieges im November 1992 kämpfte Həşimov, der bei der 702. motorisierten Schützenbrigade ausgebildet wurde, bei der erfolgreichen Verteidigung der Dörfer Mərzili und Novruzlu im Bezirk Ağdam in Aserbaidschan. Im Februar 1994 nahm er an der Operation Murovdağ teil. Er war an Zusammenstößen mit armenischen Truppen in den Militärposten Güzgü, Koroğlu und Ömər im Murov-Gebiet beteiligt.
Nach der Unterzeichnung des Protokolls von Bischkek, das den Ersten Berg-Karabach-Krieg beendete, diente Həşimov in Militäreinheiten, die an der Frontlinie des anhaltenden Berg-Karabach-Konflikts zwischen Armenien und der selbsternannten Republik von Arzach stationiert waren. Viele Jahre lang war er Kommandeur der in Bərdə, Daşkəsən, Murov und Şəmkir stationierten Militäreinheiten. In den Jahren 1995 bis 2017 übte Həşimov verschiedene Positionen aus, vom Kommandeur der motorisierten Schützenkompanie bis zum Kommandeur der Militäreinheit.

### Vier-Tage-Krieg
Am 1. April 2016 entbrannte zwischen den aserbaidschanischen und armenischen Streitkräften entlang der Berg-Karabach-Kontaktlinie ein heftiges Gefecht, das als Vier-Tage-Krieg bekannt wurde. Während der Auseinandersetzungen diente Həşimow als stellvertretender Befehlshaber und Stabschef des 1. Armeekorps. Er befehligte die im Tərtər-Distrikt stationierten aserbaidschanischen Streitkräfte und rückte mit seinen Truppen in nächtlichen Operationen nach Talış vor, wo er mehrere strategisch wichtige Orte einnahm. Bei den Kämpfen wurde er verwundet. Einer der von Həşimov eingenommenen Militärposten bei Talış wurde später ihm zu Ehren in Polad umbenannt.

### Auseinandersetzungen in Tovuz
Ab dem 12. Juli 2020 kam es im Zuge des Kriegs um Bergkarabach 2020 zu Auseinandersetzungen an der Grenze zwischen Armenien und Aserbaidschan, vor allem in der armenischen Provinz Tawusch und dem aserbaidschanischen Rayon Tovuz.
Həşimov kommandierte die aserbaidschanischen Streitkräfte während der Zusammenstöße. In den ersten Stunden der Kämpfe wurden drei aserbaidschanische Soldaten getötet und vier weitere verwundet. Die Kämpfe wurden am nächsten Tag mit Artillerie- und Drohnenangriffen ohne Infanterie fortgesetzt. Insgesamt wurden mindestens 17 Militärangehörige und ein Zivilist bei den Gefechten getötet.
In der Nacht kam es zu weiteren Gefechten, die bis zum Morgen des 14. Juli andauerten. Am Morgen wurden sieben aserbaidschanische Soldaten, darunter sechs Offiziere, getötet. Am selben Tag gab der stellvertretende Verteidigungsminister Aserbaidschans, Kərim Vəliyev, bekannt, dass sich unter den gefallenen aserbaidschanischen Offizieren auch Həşimov und Oberst İlqar Mirzəyev befinden. Həşimov ist nach Ismət Qayibov und Məhhəmməd Əsədov der dritte aserbaidschanische General, der im Bergkarabachkonflikt ums Leben gekommen war.
Am 14. Juli wurde der Leichnam von Həşimov zuerst in seine Heimatstadt Vəndam in der Region Gəbələ und dann nach Sumqayıt gebracht, wo er gelebt hatte. Er wurde am 15. Juli zusammen mit Oberst İlqar Mirzəyev beigesetzt. An der Abschiedszeremonie nahmen Verteidigungsminister Zakir Həsənov, der stellvertretende Verteidigungsminister Ramiz Tahirov, der Generalstabschef Nəcməddin Sadıqov, der stellvertretende Leiter der Abteilung für militärische Angelegenheiten der Präsidialverwaltung Yaşar Əliyev und der Bürgermeister von Baku, Eldar Əzizov, teil.

## Andenken
Einige Tage nach dem Tod des Generals wurde von Təbriz Soltanlı, einem Studenten der staatlichen Akademie der Künste Aserbaidschans, eine Büste angefertigt.
Einen Tag nach dem Tod von Həşimow widmete der Sänger Çingiz Mustafayev das Lied "Vətənim kimiyəm" (Ich bin wie mein Vaterland) den Gefallenen der Tovuz-Kämpfe.
Am 22. August 2020 wurde das Lied "Pasham hey" veröffentlicht, das Həşimov gewidmet ist. Die Musik des Liedes stammt von Faiq Sücəddinov und der Text von Musa Uru. Gesungen wurde das Lied von Şəmistan Əlizamanli.
Am 24. August 2020 wurde der Dokumentarfilm „Poladın 7 anı“ (Sieben Momente von Polad), der Həşimov gewidmet ist, im öffentlichen Fernsehen gezeigt. Der Autor des 26-minütigen Dokumentarfilms ist Ilham Tumas, der Regisseur ist Ruslan Hüseyn.
Im August 2020 wurde eine der zentralen Straßen in Gəbələ nach Həşimov benannt.
Am 2. Oktober 2020 beschloss die Bezirksverwaltung von Keban in der türkischen Provinz Elazig, eine der Straßen nach Həşimov zu benennen. Im Januar 2021 wurde der Beschluss umgesetzt und eine der Straßen wurde nach Həşimov benannt.
Am 28. Oktober 2020 wurde im Stadtteil Osmangazi von Bursa ein nach Həşimov benannter Park eröffnet.
Im Januar 2021 wurde eine der zentralen Straßen in Quba nach Həşimov benannt.

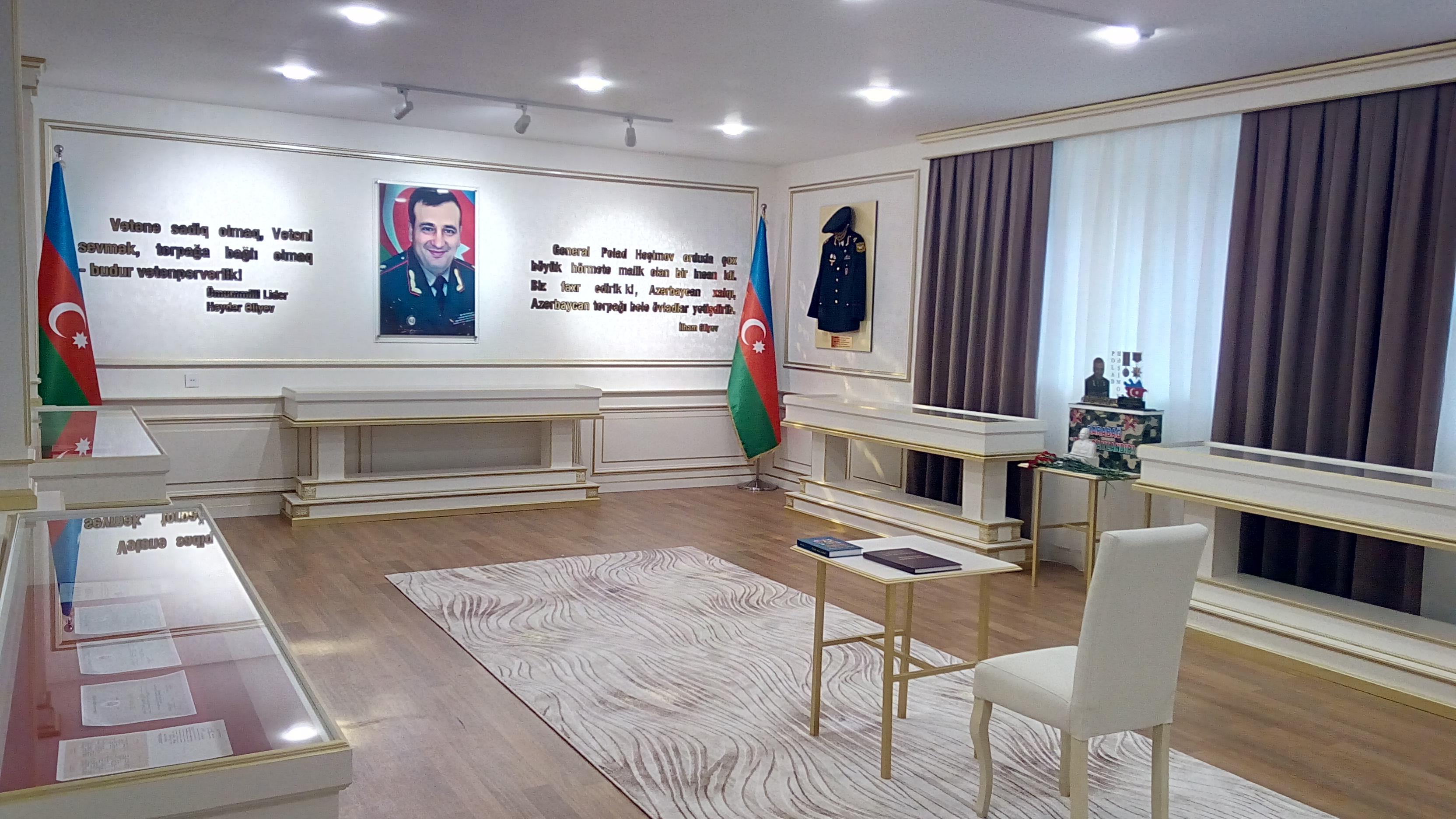
Polad-Həşimov-Gedenkmuseum in Sumqayıt

Im Februar 2021 wurde eine der zentralen Straßen in Sumqayıt nach Həşimov benannt.
Im Mai 2021 wurde die Pavel Nakhimov Straße in Bakı in Həşimov umbenannt.
Am 22. Juli 2021 wurde im Stadtteil Xətai in Bakı ein nach Həşimov benannter Park eröffnet.

## Auszeichnungen
Im Laufe seiner militärischen Karriere erhielt Həşimov zahlreiche Beförderungen und wurde mehr als 14 Mal ausgezeichnet, darunter mit Jubiläums- und anderen Medaillen. Im April 2021 besuchte die iranische Botschaft in Aserbaidschan Həşimovs Familie und verlieh Həşimov posthum den nach Qasem Soleimani benannten World Sacrifice Award. Dennoch lehnte Həşimovs Mutter die Annahme dieser Auszeichnung ab.
- (2001) – Jubiläumsmedaille "10. Jahrestag der Streitkräfte der Republik Aserbaidschan"
- (2002) – Medaille "Für einwandfreien Dienst" III. Klasse
- (2003) – Für die Militärdienstmedaille
- (2008) – Medaille zum "90. Jahrestag der Streitkräfte Aserbaidschans (1918-2008)"
- (2004) – Medaille "Für besondere Verdienste" III. Klasse
- (2006) – Medaille "Für besondere Verdienste" II. Klasse
- (2007) – Medaille "Für einwandfreien Dienst" II. Klasse
- (2009) – Medaille "Für das Vaterland"
- (2012) – Medaille "Für einwandfreien Dienst" I. Klasse
- (2013) – Medaille zum "95. Jahrestag der Streitkräfte Aserbaidschans (1918-2013)"
- (2014) – Verdienstorden für das Vaterland III. Klasse
- (2016) – Verdienstorden für das Vaterland II. Klasse
- (2017) – Medaille "Veteran der Streitkräfte der Republik Aserbaidschan"
- (2018) – Medaille zum "100. Jahrestag der aserbaidschanischen Armee"
- (2020) – Nationalheld Aserbaidschans (posthum)
- (2020) – Gold Star Medaille (posthum)
- World Sacrifice Award (posthum; von der iranischen Botschaft erteilt; abgelehnt)